# Pleurotomella helena
Pleurotomella helena é uma espécie de gastrópode do gênero Pleurotomella, pertencente a família Raphitomidae.